# 安倍宗任
安倍宗任（1032年—1108年3月18日），日本平安時代武將。他是陸奧國奧六郡俘囚安倍賴時的第三子，為鳥海柵之柵主，又稱鳥海三郎。

## 生平
宗任曾追随父親賴時、兄長貞任發起前九年之役，一族奮戰反抗源賴義率領的國府軍。1062年，貞任等在最北的砦厨川柵（岩手縣盛岡市）被殺害後，宗任等人投降，被源義家押往京都。根據《平家物語》劍卷的記載，其間，他曾用創作和歌嘲諷京都的殿上人。此後，他被流放到四國的伊予國，居住在今日今治市的富田地區三年。治曆3年（1067年），再度流放到九州筑前國宗像郡的筑前大島。
1108年2月4日死去，終年77歲。

## 子女
- 長子：安倍宗良ー繼任成為大島的統領。
- 次男：安倍仲任ー被認為去了薩摩國。
- 三男：安倍季任ー去了肥前國的松浦，後來成為了松浦氏的女婿，因而改稱「松浦實任」。
- 長女：藤原基衡之妻（存疑）ー被認為是藤原秀衝之母，但存疑。
- 次女：佐佐木季定之妻ー佐佐木秀義之母。

## 後人
- 前日本首相安倍晉三據說是安倍宗任的後人。